# Reinhold Mack
Pour les articles homonymes, voir Mack.
Reinhold Mack (plus connu sous le nom de Mack) est un producteur de musique et ingénieur du son allemand, surtout connu pour avoir travaillé avec les groupes rock Queen et Electric Light Orchestra. Il travaillait notamment dans les studios de Giorgio Moroder Musicland à Munich.

## Discographie partielle

### Albums produits ou coproduits par Mack
- Black Sabbath: Dehumanizer (1992)
- Extreme : Extreme (1989)
- Liquid Meat : Bat the Meatles (2006)
- Freddie Mercury : Mr. Bad Guy (1985)
- Heavy Pettin : Lettin Loose (1987; produit par Brian May et Mack)
- Queen : The Game (1980), Flash Gordon (1980), Hot Space (1982), The Works (1984), A Kind of Magic (1986)
- SBB: New Century (2005)
- Sparks: Whomp That Sucker (1981), Angst in My Pants (1982)
- Billy Squier : Don't Say No (1981), Emotions in Motion (1982)
- Roger Taylor : Strange Frontier (1984)

### Albums en tant qu'ingénieur du son
- Brian May & Friends: Star Fleet Project (1983)
- Electric Light Orchestra : Face the Music (1975), A New World Record (1976), Out of the Blue (1977), Discovery (1979), Xanadu (1980), Time (1981), Balance of Power (1986)
- Queen : Live Magic (1986), Live at Wembley '86 (1992), Queen on Fire: Live at the Bowl (2004), Queen Rock Montreal (2007)
- Sweet : Give Us a Wink (1976)